# Greensleeves Rhythm Album
Greensleeves Rhythm Album jest serią składanek wydawanych przez Greensleeves Records. Każda z płyt składa się z piosenek śpiewanych przez różnych wykonawców na jednym lub dwóch riddimach dostarczanych przez różnych producentów. Od lutego 2000 wydano ponad 80 albumów pod tym szyldem, co powoduje, że jest to jedna z najdłuższych utrzymujących się serii płyt reggae i dancehall. Odpowiednikiem tego tytułu w VP Records jest Riddim Driven.

## Dyskografia

### 2000
- #1: Bellyas
- #2: Virus
- #3: Doorslam
- #4: Volume
- #5: Punanny
- #6: Latino / Boasy Gal
- #7: Lightning
- #8: Highway

### 2001
- #9: Heatwave
- #10: Tixx / Blaze
- #11: Mud-Up
- #12: X-Treme
- #13: Double Jeopardy
- #14: Drop-Top / Di Nipples
- #15: Bushy Bushy
- #16: Saddam Birthday Party / Jailbreak
- #17: Herbalist / Energy
- #18: Bun Bun
- #19: Bigga Judgement

### 2002
- #20: Time Bomb
- #21: Bad Kalic
- #22: Martial Arts Pt. 1
- #23: Martial Arts Pt. 2
- #24: Zero Tolerance
- #25: Famine
- #26: Hard Drive
- #27: Diwali
- #28: Hard Drive Pt. 2
- #29: Sledge
- #30: Bollywood
- #31: Belly Skin
- #32: Threat

### 2003
- #33: Mad Ants
- #34: Masterpiece
- #35: Clappas
- #36: Knockout
- #37: Krazy
- #38: C-4
- #39: Bad Company
- #40: Egyptian
- #41: 20 Cent
- #42: Sign
- #43: Jumbie
- #44: Good To Go
- #45: Coolie Dance
- #46: Amharic

### 2004
- #47: Trifecta
- #48: Tunda Klap
- #49: French Vanilla
- #50: Marmalade
- #51: Red Alert
- #52: Black Out
- #53: Worried
- #54: Cool Fusion
- #55: Blue Steel
- #56: Mad Guitar
- #57: Scoobay
- #58: Summer Bounce
- #59: Kasablanca
- #60: Spanish Fly
- #61: Tighty Tighty
- #62: Middle East
- #63: Chicatita
- #64: Klymaxx
- #65: Slow Bounce
- #66: Bomb A Drop!

### 2005
- #67: Jonkanoo
- #68: Fowl Fight
- #69: Sunblock
- #70: Grimey
- #71: Slingshot
- #72: Bounce
- #73: World Jam
- #74: Madda Dan
- #75: Siren
- #76: Ice Cube
- #77: Justice
- #78: Jump Off!

### 2006
- #79: The Return of Mudd-Up
- #80: Sweat
- #81: Red Bull & Guinness
- #82: Galore
- #83: Petty Thief
- #84: Twice Again
- #85: Inspector
- #86: Ghetto Whiskey

### 2008
- #87: Airwaves
- #88: Warning

### 2009
- #89: Silent River

### 2010
- #90: Set Mi Free